# Trofeo Joan Gamper 2013

El Trofeo Joan Gamper 2013 fue la XLVIII edición del torneo amistoso. El campeón de esta edición fue el F. C. Barcelona de España tras ganarle al Santos F. C. de Brasil por 8 a 0.

## Partido
| 1     | POR   | Víctor Valdés     | 45' |
| 22    | DEF   | Dani Alves        | 45' |
| 3     | DEF   | Gerard Piqué      | 45' |
| 14    | DEF   | Javier Mascherano | 77' |
| 18    | DEF   | Jordi Alba        | 45' |
| 8     | MED   | Andrés Iniesta    | 45' |
| 16    | MED   | Sergio Busquets   | 45' |
| 6     | MED   | Xavi Hernández    | 45' |
| 9     | DEL   | Alexis Sánchez    | 72' |
| 10    | DEL   | Lionel Messi      | 63' |
| 7     | DEL   | Pedro             | 45' |
| D. T. | D. T. | Gerardo Martino   |     |

| 1     | POR   | Aranha             | 45' |
| 6     | DEF   | Durval             | 45' |
| 2     | DEF   | Edu Dracena        |     |
| 3     | DEF   | Léo                | 45' |
| 4     | DEF   | Rafael Galhardo    | 45' |
| 5     | MED   | Marcos Arouca      | 63' |
| 8     | MED   | Cícero Santos      |     |
| 7     | MED   | Leandrinho         | 45' |
| 11    | DEL   | Neilton            | 45' |
| 22    | DEL   | Thiago Ribeiro     | 35' |
| 10    | DEL   | Walter Montillo    | 77' |
| D. T. | D. T. | Claudinei Oliveira |     |

| 13 | POR | José Manuel Pinto | 45' |
| 17 | MED | Alex Song         | 45' |
| 2  | DEF | Martín Montoya    | 45' |
| 15 | DEF | Marc Bartra       | 45' |
| 21 | DEF | Adriano Correia   | 45' |
| 11 | DEL | Neymar            | 45' |
| 24 | MED | Sergi Roberto     | 45' |
| 4  | MED | Cesc Fàbregas     | 45' |
| 27 | DEL | Jean Marie Dongou | 63' |
| 28 | DEL | Dani Nieto        | 72' |
| 19 | DEF | Macky Bagnack     | 77' |

| 9  | DEL | Willian José 77' | 35' |
| 12 | POR | Vladimir         | 45' |
| 20 | MED | Léo Cittadini    | 45' |
| 19 | DEL | Giva             | 45' |
| 23 | DEF | Gustavo Henrique | 45' |
| 15 | DEF | Eugenio Mena     | 45' |
| 14 | DEF | Cicinho          | 45' |
| 18 | MED | Alan Santos      | 63' |
| 17 | MED | Pedro Castro     | 77' |
| 21 | MED | Victor Andrade   | 77' |

| 8' · 12' (a.g.) · 20' · 28' · 51' · 66' · 73' · 81' | Lionel Messi Léo Alexis Sánchez Pedro Cesc Fàbregas Adriano Correia Jean Marie Dongou | 1:0 2:0 3:0 4:0 5:0 6:0 7:0 8:0 |

| 82' | Victor Andrade |

| Principal | Xavier Estrada Fernández |

|  |                    |     |     |
|  | Tiros              | 19  | 11  |
|  | Tiros a puerta     | 10  | 6   |
|  | Faltas             | 6   | 12  |
|  | Saques de esquina  | 8   | 3   |
|  | Penaltis           | 0   | 0   |
|  | Fueras de juego    | 0   | 1   |
|  | Posesión del balón | 51% | 49% |

| 1     | POR   | Víctor Valdés     | 45' |
| 22    | DEF   | Dani Alves        | 45' |
| 3     | DEF   | Gerard Piqué      | 45' |
| 14    | DEF   | Javier Mascherano | 77' |
| 18    | DEF   | Jordi Alba        | 45' |
| 8     | MED   | Andrés Iniesta    | 45' |
| 16    | MED   | Sergio Busquets   | 45' |
| 6     | MED   | Xavi Hernández    | 45' |
| 9     | DEL   | Alexis Sánchez    | 72' |
| 10    | DEL   | Lionel Messi      | 63' |
| 7     | DEL   | Pedro             | 45' |
| D. T. | D. T. | Gerardo Martino   |     |

| 1     | POR   | Aranha             | 45' |
| 6     | DEF   | Durval             | 45' |
| 2     | DEF   | Edu Dracena        |     |
| 3     | DEF   | Léo                | 45' |
| 4     | DEF   | Rafael Galhardo    | 45' |
| 5     | MED   | Marcos Arouca      | 63' |
| 8     | MED   | Cícero Santos      |     |
| 7     | MED   | Leandrinho         | 45' |
| 11    | DEL   | Neilton            | 45' |
| 22    | DEL   | Thiago Ribeiro     | 35' |
| 10    | DEL   | Walter Montillo    | 77' |
| D. T. | D. T. | Claudinei Oliveira |     |

| 13 | POR | José Manuel Pinto | 45' |
| 17 | MED | Alex Song         | 45' |
| 2  | DEF | Martín Montoya    | 45' |
| 15 | DEF | Marc Bartra       | 45' |
| 21 | DEF | Adriano Correia   | 45' |
| 11 | DEL | Neymar            | 45' |
| 24 | MED | Sergi Roberto     | 45' |
| 4  | MED | Cesc Fàbregas     | 45' |
| 27 | DEL | Jean Marie Dongou | 63' |
| 28 | DEL | Dani Nieto        | 72' |
| 19 | DEF | Macky Bagnack     | 77' |

| 9  | DEL | Willian José 77' | 35' |
| 12 | POR | Vladimir         | 45' |
| 20 | MED | Léo Cittadini    | 45' |
| 19 | DEL | Giva             | 45' |
| 23 | DEF | Gustavo Henrique | 45' |
| 15 | DEF | Eugenio Mena     | 45' |
| 14 | DEF | Cicinho          | 45' |
| 18 | MED | Alan Santos      | 63' |
| 17 | MED | Pedro Castro     | 77' |
| 21 | MED | Victor Andrade   | 77' |

| 8' · 12' (a.g.) · 20' · 28' · 51' · 66' · 73' · 81' | Lionel Messi Léo Alexis Sánchez Pedro Cesc Fàbregas Adriano Correia Jean Marie Dongou | 1:0 2:0 3:0 4:0 5:0 6:0 7:0 8:0 |

| 82' | Victor Andrade |

| Principal | Xavier Estrada Fernández |

|  |                    |     |     |
|  | Tiros              | 19  | 11  |
|  | Tiros a puerta     | 10  | 6   |
|  | Faltas             | 6   | 12  |
|  | Saques de esquina  | 8   | 3   |
|  | Penaltis           | 0   | 0   |
|  | Fueras de juego    | 0   | 1   |
|  | Posesión del balón | 51% | 49% |

| 1     | POR   | Víctor Valdés     | 45' |
| 22    | DEF   | Dani Alves        | 45' |
| 3     | DEF   | Gerard Piqué      | 45' |
| 14    | DEF   | Javier Mascherano | 77' |
| 18    | DEF   | Jordi Alba        | 45' |
| 8     | MED   | Andrés Iniesta    | 45' |
| 16    | MED   | Sergio Busquets   | 45' |
| 6     | MED   | Xavi Hernández    | 45' |
| 9     | DEL   | Alexis Sánchez    | 72' |
| 10    | DEL   | Lionel Messi      | 63' |
| 7     | DEL   | Pedro             | 45' |
| D. T. | D. T. | Gerardo Martino   |     |

| 1     | POR   | Aranha             | 45' |
| 6     | DEF   | Durval             | 45' |
| 2     | DEF   | Edu Dracena        |     |
| 3     | DEF   | Léo                | 45' |
| 4     | DEF   | Rafael Galhardo    | 45' |
| 5     | MED   | Marcos Arouca      | 63' |
| 8     | MED   | Cícero Santos      |     |
| 7     | MED   | Leandrinho         | 45' |
| 11    | DEL   | Neilton            | 45' |
| 22    | DEL   | Thiago Ribeiro     | 35' |
| 10    | DEL   | Walter Montillo    | 77' |
| D. T. | D. T. | Claudinei Oliveira |     |

| 13 | POR | José Manuel Pinto | 45' |
| 17 | MED | Alex Song         | 45' |
| 2  | DEF | Martín Montoya    | 45' |
| 15 | DEF | Marc Bartra       | 45' |
| 21 | DEF | Adriano Correia   | 45' |
| 11 | DEL | Neymar            | 45' |
| 24 | MED | Sergi Roberto     | 45' |
| 4  | MED | Cesc Fàbregas     | 45' |
| 27 | DEL | Jean Marie Dongou | 63' |
| 28 | DEL | Dani Nieto        | 72' |
| 19 | DEF | Macky Bagnack     | 77' |

| 9  | DEL | Willian José 77' | 35' |
| 12 | POR | Vladimir         | 45' |
| 20 | MED | Léo Cittadini    | 45' |
| 19 | DEL | Giva             | 45' |
| 23 | DEF | Gustavo Henrique | 45' |
| 15 | DEF | Eugenio Mena     | 45' |
| 14 | DEF | Cicinho          | 45' |
| 18 | MED | Alan Santos      | 63' |
| 17 | MED | Pedro Castro     | 77' |
| 21 | MED | Victor Andrade   | 77' |

| 8' · 12' (a.g.) · 20' · 28' · 51' · 66' · 73' · 81' | Lionel Messi Léo Alexis Sánchez Pedro Cesc Fàbregas Adriano Correia Jean Marie Dongou | 1:0 2:0 3:0 4:0 5:0 6:0 7:0 8:0 |

| 82' | Victor Andrade |

| Principal | Xavier Estrada Fernández |

|  |                    |     |     |
|  | Tiros              | 19  | 11  |
|  | Tiros a puerta     | 10  | 6   |
|  | Faltas             | 6   | 12  |
|  | Saques de esquina  | 8   | 3   |
|  | Penaltis           | 0   | 0   |
|  | Fueras de juego    | 0   | 1   |
|  | Posesión del balón | 51% | 49% |

| 1     | POR   | Víctor Valdés     | 45' |
| 22    | DEF   | Dani Alves        | 45' |
| 3     | DEF   | Gerard Piqué      | 45' |
| 14    | DEF   | Javier Mascherano | 77' |
| 18    | DEF   | Jordi Alba        | 45' |
| 8     | MED   | Andrés Iniesta    | 45' |
| 16    | MED   | Sergio Busquets   | 45' |
| 6     | MED   | Xavi Hernández    | 45' |
| 9     | DEL   | Alexis Sánchez    | 72' |
| 10    | DEL   | Lionel Messi      | 63' |
| 7     | DEL   | Pedro             | 45' |
| D. T. | D. T. | Gerardo Martino   |     |

| 1     | POR   | Aranha             | 45' |
| 6     | DEF   | Durval             | 45' |
| 2     | DEF   | Edu Dracena        |     |
| 3     | DEF   | Léo                | 45' |
| 4     | DEF   | Rafael Galhardo    | 45' |
| 5     | MED   | Marcos Arouca      | 63' |
| 8     | MED   | Cícero Santos      |     |
| 7     | MED   | Leandrinho         | 45' |
| 11    | DEL   | Neilton            | 45' |
| 22    | DEL   | Thiago Ribeiro     | 35' |
| 10    | DEL   | Walter Montillo    | 77' |
| D. T. | D. T. | Claudinei Oliveira |     |

| 13 | POR | José Manuel Pinto | 45' |
| 17 | MED | Alex Song         | 45' |
| 2  | DEF | Martín Montoya    | 45' |
| 15 | DEF | Marc Bartra       | 45' |
| 21 | DEF | Adriano Correia   | 45' |
| 11 | DEL | Neymar            | 45' |
| 24 | MED | Sergi Roberto     | 45' |
| 4  | MED | Cesc Fàbregas     | 45' |
| 27 | DEL | Jean Marie Dongou | 63' |
| 28 | DEL | Dani Nieto        | 72' |
| 19 | DEF | Macky Bagnack     | 77' |

| 9  | DEL | Willian José 77' | 35' |
| 12 | POR | Vladimir         | 45' |
| 20 | MED | Léo Cittadini    | 45' |
| 19 | DEL | Giva             | 45' |
| 23 | DEF | Gustavo Henrique | 45' |
| 15 | DEF | Eugenio Mena     | 45' |
| 14 | DEF | Cicinho          | 45' |
| 18 | MED | Alan Santos      | 63' |
| 17 | MED | Pedro Castro     | 77' |
| 21 | MED | Victor Andrade   | 77' |

| 8' · 12' (a.g.) · 20' · 28' · 51' · 66' · 73' · 81' | Lionel Messi Léo Alexis Sánchez Pedro Cesc Fàbregas Adriano Correia Jean Marie Dongou | 1:0 2:0 3:0 4:0 5:0 6:0 7:0 8:0 |

| 82' | Victor Andrade |

| Principal | Xavier Estrada Fernández |

|  |                    |     |     |
|  | Tiros              | 19  | 11  |
|  | Tiros a puerta     | 10  | 6   |
|  | Faltas             | 6   | 12  |
|  | Saques de esquina  | 8   | 3   |
|  | Penaltis           | 0   | 0   |
|  | Fueras de juego    | 0   | 1   |
|  | Posesión del balón | 51% | 49% |

| Bandera de España                  |
| Campeón F. C. Barcelona 36° título |